# Leinfelden (przystanek kolejowy)
Leinfelden – przystanek osobowy w Leinfelden-Echterdingen, w kraju związkowym Badenia-Wirtembergia, w Niemczech. Znajdują się tu 2 perony.